# Shan shui

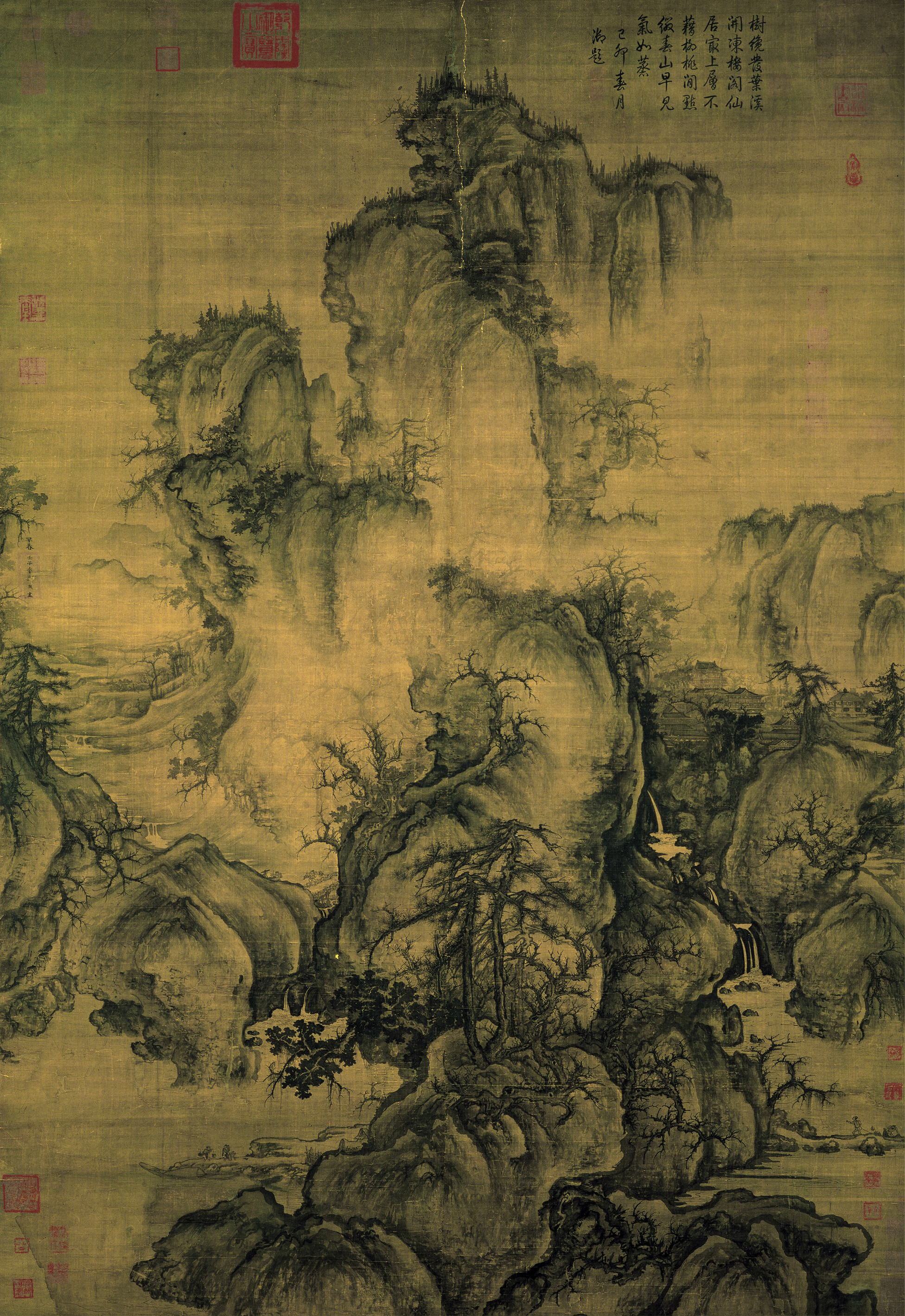
Inizio di primavera, dipinto da Guo Xi (c.1020 – c. 1090), artista della dinastia Song settentrionale

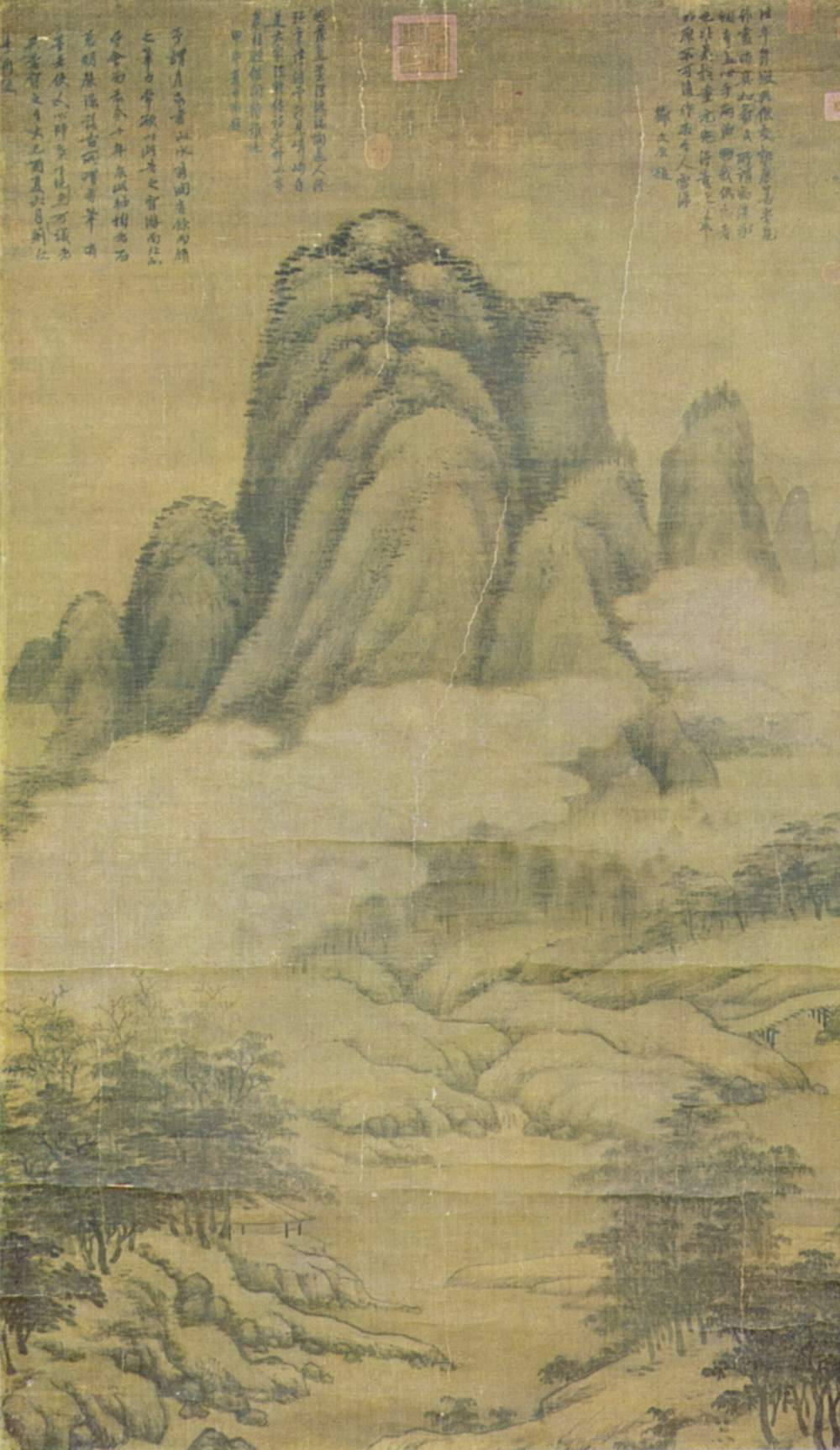
Un dipinto di Gao Kegong (1248-1310), artista della dinastia Yuan

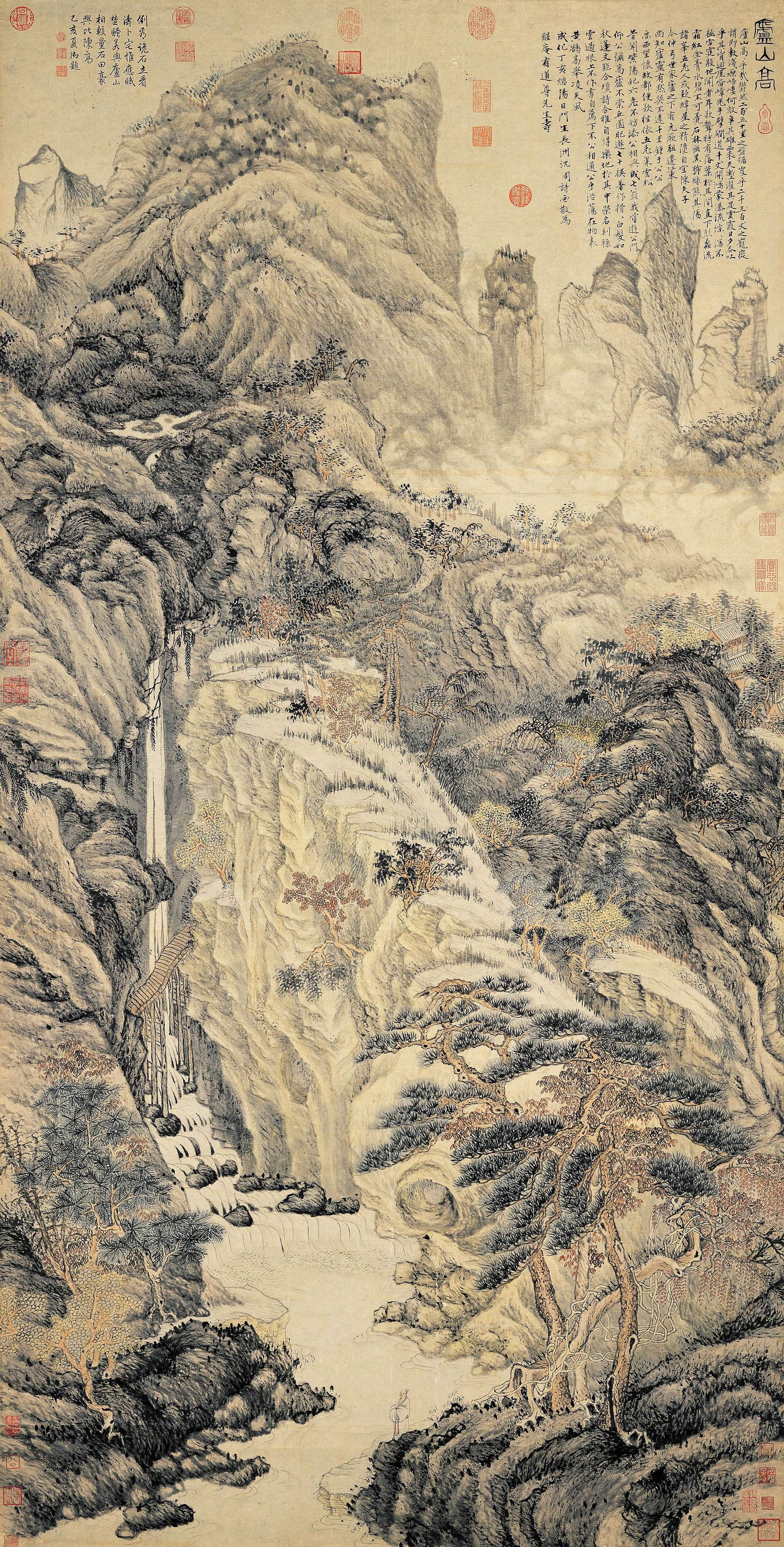
Un dipinto di Shen Zhou, artista della dinastia Ming, 1467

Shan shui è uno stile di pittura cinese che riguarda o raffigura panorami o paesaggi naturali, usando pennello e inchiostro in luogo di colori più convenzionali. I soggetti più ricorrenti in questa forma artistica sono montagne, fiumi e spesso cascate.

## Storia
La pittura shan shui iniziò a diffondersi durante il V secolo, sotto la dinastia Song meridionale. Questo stile fu in seguito caratterizzato da un gruppo di artisti paesaggisti come Zhang Zeduan, per la maggior parte già famosi, che realizzarono dipinti di paesaggi su larga scala. Si trattava di dipinti solitamente incentrati sulle montagne, che erano da tempo luoghi sacri in Cina, in quanto visti come le case degli immortali e quindi vicine al cielo. Anche l'interesse filosofico per la natura o per le connotazioni mistiche del naturalismo potrebbe aver contribuito all'ascesa della pittura paesaggistica. L'arte dello shan shui, come molti altri stili della pittura cinese, ha un forte riferimento all'immaginario e ai motivi del taoismo, che esercitarono su di essa una profonda influenza. Alcuni autori hanno suggerito che l'enfasi taoista sulla piccolezza della presenza umana nella vastità del cosmo o l'interesse neoconfuciano per i modelli o principi che sottendono tutti i fenomeni, naturali e sociali, abbia condotto alla natura fortemente strutturata dello shan shui.

## Concetti
La maggior parte dei dizionari e delle definizioni dello shan shui dicono che il termine include tutti gli antichi dipinti cinesi con immagini di montagne e acque. I pittori cinesi contemporanei, tuttavia, ritengono che soltanto i dipinti che, oltre a raffigurare tali soggetti, seguono specifiche convenzioni di forma, stile e funzione possano essere definiti shan shui. Quando i pittori cinesi usano lo shan shui, non tentano di presentare un'immagine di ciò che hanno visto nella natura, ma di ciò che hanno pensato della natura. A nessuno importa se i colori e le immagini dipinte somiglino o no all'oggetto reale.
Secondo Ch'eng Hsi:
Lo shan shui è un tipo di pittura che va contro la comune definizione di ciò che è un dipinto. Lo shan shui rifiuta il colore, la luce, l'ombra e il lavoro personale con il pennello,non è una finestra aperta per l'occhio dell'osservatore, ma è un oggetto per la mente dell'osservatore e quindi assomiglia più a un veicolo della filosofia.

## Composizioni
I dipinti dello shan shui sono caratterizzati da un complicato e rigoroso insieme di regole quasi mistiche riguardanti l'equilibrio, la composizione e la forma. In particolare, tutti i dipinti shan shui dovrebbero avere tre componenti essenziali:
I Sentieri - I percorsi dei sentieri non dovrebbero mai essere rettilinei, ma piuttosto serpeggiare come un torrente. Questo aiuta ad accrescere la profondità del paesaggio aggiungendo strati. Il sentiero può essere costituito dal fiume o da un sentiero che corre lungo di esso, o ancora dal tracciato del sole attraverso il cielo oltre il versante della montagna. Il concetto è di non creare mai modelli inorganici, ma di imitare invece i modelli che la natura crea.
La Soglia - Il sentiero dovrebbe condurre ad una soglia. La soglia è là per abbracciare chi guarda e deve offrirgli uno speciale benvenuto. La soglia può essere la montagna, o la sua ombra sul terreno, oppure il suo squarcio nel cielo. Il concetto è sempre che una montagna o il suo confine devono essere chiaramente definiti.
Il Cuore - Il cuore è il punto focale del dipinto e tutti gli elementi dovrebbero condurre ad esso. Il cuore definisce il significato del dipinto. Il concetto dovrebbe essere che ciascun dipinto ha un unico punto focale e che tutte le linee naturali del dipinto si dirigono all'interno verso questo punto.

## Elementi e colori
Lo shan shui è dipinto e progettato in accordo con la teoria cinese dei cinque elementi, che rappresentano varie parti del mondo naturale; esso si basa pertanto su specifiche istruzioni per i colori da adoperare nelle diverse "direzioni" del dipinto, così come riguardo a quelli che dovrebbero dominare.
| Direzione   | Elemento | Colore                  |
| ----------- | -------- | ----------------------- |
| Est / S.E.  | Legno    | Verde                   |
| Sud         | Fuoco    | Rosso                   |
| N.E. / S.O. | Terra    | Marrone chiaro o Giallo |
| Ovest / N.O | Metallo  | Bianco oppure Oro       |
| Nord        | Acqua    | Blu o Nero              |

Le interazioni positive tra gli Elementi sono:
- Il Legno produce il Fuoco
- Il Fuoco produce la Terra
- La Terra produce il Metallo
- Il Metallo produce l'Acqua
- L'Acqua produce il Legno.

Gli Elementi che reagiscono positivamente si dovrebbero usare insieme. Ad esempio, l'Acqua completa sia il Metallo che il Legno; Perciò, un pittore combinerebbe il Blu e il Verde o il Blu e il Bianco. C'è un'interazione positiva tra la Terra e il Fuoco, così un pittore mescolerebbe il Giallo e il Rosso.
Le interazioni negative tra gli Elementi sono:
- Il Legno sradica la Terra
- La Terra blocca l'Acqua
- L'Acqua spegne il Fuoco
- Il Fuoco scioglie il Metallo
- Il Metallo spacca il Legno.

Ovviamente, gli elementi che interagiscono negativamente non si dovrebbero mai usare insieme. Ad esempio, il Fuoco non interagirà positivamente con l'Acqua o con il Metallo, perciò un pittore non sceglierebbe di mescolare il Rosso e il Blu oppure il Rosso e il Bianco.

## Connessione con la poesia
Lo  shan shui influenzò anche un movimento poetico, che fu infatti chiamato "poesia shan shui". Talvolta, le poesie erano destinate ad essere considerate insieme ad una particolare opera d'arte, altre volte erano intese come "arte testuale" che invocava un'immagine nella mente del lettore.

## Influenza

### Animazione e cinema
La forma d'arte dello shan shui è divenuta molto popolare, al punto che un'animazione cinese del 1988 intitolata Sensazioni dalla montagna e dall'acqua (inglese: Feeling from Mountain and Water; cinese: 山水情S, Shān shuǐ qíngP) usa lo stesso stile artistico e perfino il termine per il titolo del film. Per giunta, molti recenti film e opere teatrali prodotti in Cina, specificamente La foresta dei pugnali volanti e Hero, usano elementi dello stile stesso nella scenografia, come pure gli aspetti elementali per conferire "equilibrio".

### Costruzioni
Il termine shan shui talvolta viene usato per ricomprendere l'architettura di giardini e di paesaggi, in particolare nell'ambito del feng shui.